# 茂林站
茂林站是位于吉林省四平市双辽市茂林镇的一个铁路车站，邮政编码136405。车站建于1923年，有平齐铁路经过该站，现仅办理货运，不办理客运业务，车站及其上下行区间均未电气化。车站距离四平站151公里，隶属沈阳铁路局通辽车务段，是四等站。本站于2011年北移至现址。